# Bagnoli, Neapel

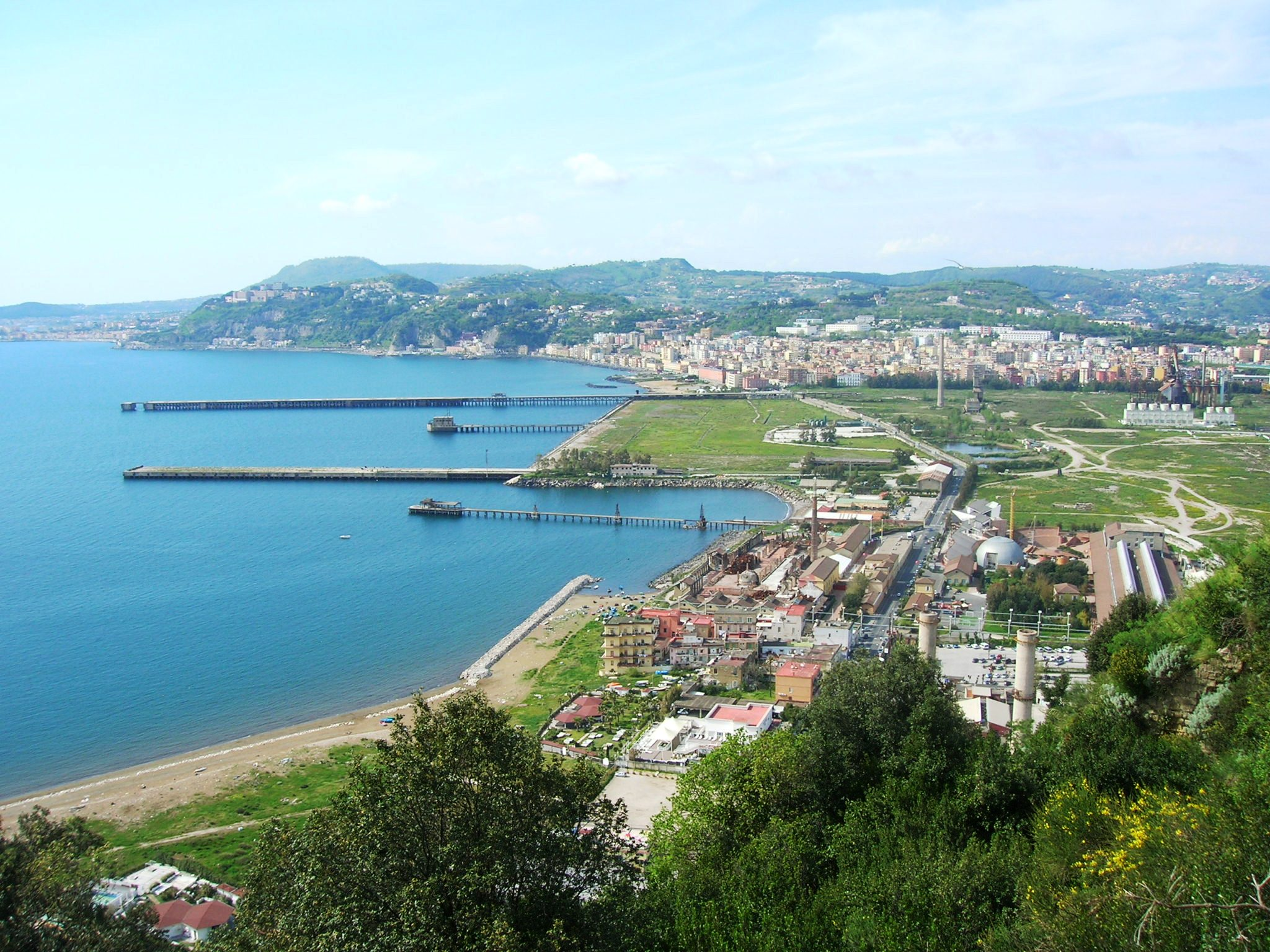

Bagnoli är en stadsdel i Neapel Området hade 23 648 invånare år 2009.
Det statliga stålbolaget Italsider byggde här i slutet av 1960-talet ett nytt stålverk. Stålverket hade brister i produktionen och avfallet smutsade ner området. Det stängdes 1991 på grund av stålkrisen. Verket nedmonterades fram till 2005.